# 歩兵第27連隊
歩兵第27連隊（ほへいだい27れんたい、歩兵第二十七聯隊）は、大日本帝国陸軍の連隊のひとつ。

## 沿革
- 1899年（明治32年） - 月寒にて第1大隊が編成、その後旭川に転営
- 1900年（明治33年）

11月15日 - 連隊本部が雨竜郡旭川衛戍地に開庁。
12月22日 - 軍旗拝受
- 1903年（明治36年）10月 - 連隊の編成が完了
- 1904年（明治37年） - 日露戦争に従軍
- 1906年（明治39年）3月 - 帰還
- 1917年（大正6年）4月 - 満州駐剳、ハルビン付近に駐屯
- 1918年（大正7年）9月 - シベリア出兵に従軍、ザバイカルに進出
- 1919年（大正8年） - 帰還
- 1932年（昭和7年） - 満州事変に出動、第1大隊が大興安嶺作戦などに参加
- 1933年（昭和8年） - 万里の長城付近で作戦する
- 1935年（昭和10年） - 熱河省の警備を終えて帰還
- 1938年（昭和13年） - 北部満州の警備のためチチハルに所在したが、徐州会戦に参加

7月 - 張鼓峰事件
- 1939年（昭和14年） - ノモンハン事件に参加
- 1940年（昭和15年）11月 - 帰還
- 1942年（昭和17年） - 北方警備のため、北海道各地に派遣される
- 1944年（昭和19年）3月31日から4月1日 - 北海道東部の防衛警備の命令を受け釧路に移駐、当初は鳥取競馬場(現在の釧路市駒場町付近)に駐屯した。
- 連隊主力は釧路地域(大楽毛から三津浦付近までの海岸部及び釧路市街地)の防衛のため、第一線陣地の構築をすすめつつ、実際の戦闘配備のための棲息陣地、後方陣地等を構築する。一部は白糠町や厚岸町、鶴居村にも展開し、前進陣地や警戒陣地の構築に着手していた。
- 連隊本部を釧路村天寧の神八三郎所有の牧場敷地内(現在の陸上自衛隊釧路駐屯地及び隣接する釧路演習場)に移駐する。
- 1945年（昭和20年）

8月15日 - 終戦
8月28日 - 天寧高地(通称まりも山、現在の陸上自衛隊釧路演習場)にて軍旗奉焼

## 歴代連隊長
| 代 | 氏名       | 在任期間               | 備考               |
| -- | ---------- | ---------------------- | ------------------ |
| 1  | 丸井政亜   | 1900.10.31 - 1901.11.3 |                    |
| 2  | 奥田正忠   | 1901.11.3 -            | 中佐               |
| 3  | 竹迫弥彦   | 1904.12.7 -            | 中佐               |
| 4  | 神谷景昌   | 不詳 - 1907.4.2        |                    |
| 5  | 向井斉輔   | 1907.4.2 - 1910.11.30  | 中佐、1907.11.大佐 |
| 6  | 白井二郎   | 1910.11.30 - 1912.2.14 |                    |
| 7  | 大森狷之介 | 1912.2.14 - 1913.8.22  |                    |
| 8  | 野島貫一   | 1913.8.22 - 1916.4.1   |                    |
| 9  | 岩井勘六   | 1916.4.1 -             |                    |
| 10 | 岩田恒     | 1919.8.18 -            |                    |
| 11 | 永田小太郎 | 1921.6.28 -            |                    |
| 12 | 山田政一   | 1923.8.6 -             |                    |
| 13 | 円山清     | 1927.7.26 - 1928.8.10  |                    |
| 14 | 山内六郎   | 1928.8.10 -            |                    |
| 15 | 藤川常太郎 | 1929.8.1 -             |                    |
| 16 | 飯野庄三郎 | 1930.8.1 -             |                    |
| 17 | 瀬能与一   | 1932.2.29 -            |                    |
| 18 | 黒岩義勝   | 1934.1.23 -            |                    |
| 19 | 根本博     | 1936.3.7 -             |                    |
| 20 | 宮沢斉四郎 | 1937.9.4 -             |                    |
| 21 | 三宮満治   | 1939.8.1 -             |                    |
| 22 | 安永篤次郎 | 1940.9.1 -             |                    |
| 末 | 長嶋秀雄   | 1944.6.14 -            |                    |